# Рекечинский, Андрей Михайлович
Андре́й Миха́йлович Рекечи́нский (7 января 1981, род. 7 января 1981, Волгоград) — российский ватерполист, заслуженный мастер спорта России (2000), центральный нападающий.

## Биография
Родился 7 января 1981 года в Волгограде. Водным поло начал заниматься в 8 лет. Первый тренер — заслуженный тренер России Александр Михайлович Федотов. В 15 лет дебютировал в ватерпольном клубе «Лукойл-Спартак» (Волгоград), за который отыграл двадцать сезонов. В 1998 году провел свой первый матч в составе сборной России. В 2016 году закончил профессиональную карьеру спортсмена.
5 мая 2016 года назначен генеральным директором футбольного клуба «Ротор-Волгоград».
Является заместителем председателя общественного совета при комитете по физической культуре и спорту Волгоградской области.
Входит в состав общественного совета при Управлении МВД России по городу Волгограду.
Имеет два высших образования. Выпускник Волгоградского государственного педагогического университета (2003), Российского экономического университета имени Г. И. Плеханова (2017).

## Достижения
- Серебряный призёр XXVII Олимпийских игр в Сиднее-2000;
- Бронзовый призёр XXVIII Олимпийских игр в Афинах-2004;
- Бронзовый призёр Чемпионата мира-2001;
- Обладатель Кубка мира-2002 в составе сборной России;
- Победитель Мировой лиги-2002 в составе сборной России;
- Обладатель Кубка Европы-2014 в составе команды «Спартак-Волгоград»;
- Участник Суперкубка Европы и «Финала четырёх» Кубка европейских чемпионов в составе команды «Спартак-Волгоград»;
- Десятикратный чемпион России в составе команды «Спартак-Волгоград»;
- Десятикратный обладатель Кубка России в составе команды «Спартак-Волгоград»;
- Чемпион Азиатских игр 2014 года в составе сборной Казахстана.

## Награды
Награждён орденом Дружбы (2006), медалью ордена «За заслуги перед Отечеством» II степени (2005). Неоднократно награждался Почетными грамотами администрации Волгоградской области и Волгоградской областной Думы, Благодарственными письмами губернатора Волгоградской области.

## Личная жизнь
11 сентября 2004 года женился на известной российской волейболистке екатеринбургской «Уралочки» Анжеле Гурьевой. 13 ноября 2005 года в семье Андрея и Анжелы Рекечинских родилась дочь, которую назвали Варварой. 6 января 2007 года на свет появился сын, которому дали имя Михаил, а 25 декабря 2015 года родился ещё один мальчик, которого назвали Иван.